# Jimmy Uso
Jonathan Solofa Fatu (* 22. srpna 1985 San Francisco, Kalifornie, USA), známější jako Jimmy Uso, je americký profesionální zápasník. Pracuje ve společnosti WWE, v show SmackDown.

## Život
Narodil se 22. srpna 1985 v San Franciscu devět minut před svým dvojčetem Joshuou, rodičům Talisua Fuavai a Solofa Fatu mladšímu. Patří do známé wrestlingové rodiny Anoa'i.
V ringu debutoval v roce 2007 a o dva roky později podepsal smlouvu se společností WWE. Zde působí stále, jeho největšími úspěchy byly zisky tag-teamových titulů v show RAW a SmackDown, které získal se svým bratrem Jeyem.
V roce 2014 si vzal za ženu profesionální zápasnici Trinity McCray, známější jako Naomi, spolu vychovávají Jimmyho děti z předešlých vztahů.
Od roku 2020 je člen frakce The Bloodline, kterou vede jeho bratranec Roman Reigns.

## Videohry
Je hratelnou postavou ve videoherní sérii WWE 2K. Poprvé se objevil ve hře WWE 13.

## Úspěchy
- WWE
  - WWE Raw Tag Team Championship - (3x) s Jeyem Usem
  - WWE SmackDown Tag Team Championship - (5x) s Jeyem Usem